# Guy Lefrand
Pour l’article ayant un titre homophone, voir Guy Lefranc.
Guy Lefrand, né le 11 mars 1963 à Caen (Calvados), est un homme politique français, anciennement membre du parti Les Républicains et maire d'Évreux depuis 2014.

## Biographie

### Études et carrière professionnelle
Docteur en médecine, Guy Lefrand possède en outre un diplôme universitaire d'alcoologie et une Capacité en aide médicale d'urgence ainsi qu'en médecine de catastrophe. Il commence sa carrière professionnelle au SAMU de Caen et SMUR d'Évreux.
En 1994, il fonde le service d'accueil des urgences à la clinique Bergouignan d'Évreux dont il sera responsable jusqu'en 2002. À cette même époque, il est également responsable du programme de médicalisation des systèmes d'information à la clinique Bergouignan et à la clinique Charentonne de Bernay.
Entre 2005 et 2007, il est directeur général de la société 3E (Études-Expositions-Éditions), spécialisée dans l'organisation de salons pour des professionnels de santé. En 2007, il devient directeur médical du groupe PPDL, le leader de la communication multimédia auprès des professionnels de santé qu'il quittera en 2010.
Il travaille également comme directeur associé du cabinet de recrutement Hommes & Entreprises International, dans le département "Secteur Public", dédié aux collectivités locales.

### Carrière politique

#### Adjoint au maire d'Évreux
En parallèle, Guy Lefrand commence sa carrière politique en tant qu'adjoint au maire d'Evreux en 2001, puis entre au cabinet de Jean-Louis Debré, alors Président de l'Assemblée nationale, en tant que chargé de mission. Il a aussi été membre de la Communauté d'agglomération d'Évreux.

#### Député de l'Eure (2009-2012)
Lors des élections législatives de 2007, il est suppléant de Bruno Le Maire. Le 13 janvier 2009, il devient député de la 1re circonscription de l'Eure à la suite de l'entrée de celui-ci dans le gouvernement Fillon II.
Dans le cadre de ses fonctions de député, Guy Lefrand a été nommé rapporteur de deux propositions de loi (l'indemnisation des victimes de dommages corporels et la réforme de la médecine du travail) et du projet de loi portant sur l'organisation des soins psychiatriques. La commission des affaires sociales de l'Assemblée nationale, dont il est membre actif, lui a confié plusieurs mandats dont celui de rapporteur d'une mission d'information sur les victimes de l'amiante et de rapporteur d'une mission d'évaluation sur les préconisations de la mission précédente.
En février 2011, Guy Lefrand est nommé secrétaire national chargé des professions médicales à l'UMP par son secrétaire général, Jean-François Copé.
Il quitte son siège de député de la première circonscription à l’occasion des élections législatives de 2012 au profit de Bruno Le Maire.

#### Maire d'Évreux (depuis 2014)
Le 23 mars 2014, la liste UMP-UDI conduite par Guy Lefrand pour les élections municipales à Évreux obtient 4 758 voix, soit 32,32 % des suffrages exprimés à l'issue du premier tour, soit un peu plus de dix points d'avance sur la liste socialiste dirigée par le maire sortant, Michel Champredon. La semaine suivante, le 30 mars, sans surprise, la liste de Guy Lefrand, forte du soutien de Bruno Le Maire, remporte le deuxième tour de ces élections, avec 7 952 voix, soit 51,74 % des suffrages exprimés contre 36,17 % pour la liste Champredon et 12,08 % pour la liste présentée par Emmanuel Camoin, candidat du Front national.
En 2015, les premiers choix budgétaires décidés par la majorité municipale de droite suscitent la polémique avec le mécontentement du milieu culturel et associatif local.
Dans la foulée de son élection par le conseil municipal, Guy Lefrand devient président de l'agglomération du Grand Évreux jusqu'en 2017. À partir du 9 janvier 2017, il est président de la nouvelle entité Évreux Portes de Normandie, fusion du Grand Évreux et de la communauté de communes La porte normande.
À l'occasion du vote du budget primitif 2019 au conseil municipal, il est mis en difficulté par les défections de plusieurs élus centristes de sa majorité. Le budget primitif n'est alors voté qu'à une courte majorité, 21 voix contre 20.
Malgré tout, le budget sera retoqué sur décision du préfet de l'Eure. Cette décision fait suite à la saisine par le groupe d'opposition « La Gauche Rassemblée » menée par Timour Veyri, dénonçant plusieurs irrégularités constatées lors du débat d’orientation budgétaire et ne permettant pas aux conseillers municipaux de se prononcer en toute connaissance de cause sur le vote du budget.
Le 28 juin 2020, dans un contexte de forte abstention et d'épidémie de Covid-19, sa liste est réélue à l'issue du second tour avec 50,97 % des voix face aux listes d'Union de la gauche menée par Timour Veyri et de La République en marche de Guillaume Rougier.

#### Conseiller régional de Normandie (depuis 2015)
Le 13 décembre 2015, Guy Lefrand est élu au conseil régional de la nouvelle région Normandie sur la liste d'Union de la droite menée par l'ancien ministre Hervé Morin. Celui-ci l'emporte de peu face au candidat d'Union de la gauche, Nicolas Mayer-Rossignol, président de la région Haute-Normandie. Le 4 janvier 2016, à la suite de l'élection d'Hervé Morin comme président du conseil régional, il devient vice-président de ce même conseil chargé de l'aménagement du territoire, des relations avec les collectivités locales et de la ruralité.
Réélu en 2021 sur la liste d'Hervé Morin, il demeure vice-président du conseil régional chargé de l'aménagement du territoire, de la ruralité et de la santé.

### Prises de position
À la suite de l'attentat de Nice le 14 juillet 2016, Guy Lefrand demande que l'État communique aux maires la liste des fichés S résidant dans leur commune. Il réitère cette demande en 2018 et propose la création d'un "fichier T pour terrorisme".
En novembre 2018, il apporte son soutien au mouvement des Gilets jaunes en apparaissant dans une vidéo Facebook sur un point de blocage dans sa commune. Se gardant d'afficher un soutien public pour ne pas « faire de récupération », il encourage cependant les manifestants à bloquer la préfecture de l'Eure et un centre des impôts provoquant ainsi une vive réaction de la part du préfet de l'Eure Thierry Coudert. Visé par une enquête, il écope finalement d'un simple rappel à la loi quelques semaines plus tard.
Le 17 octobre 2021, il accueille Xavier Bertrand à Évreux et lui apporte son parrainage pour le congrès des Républicains de décembre 2021 en vue de désigner le candidat du parti pour l'élection présidentielle de 2022.

## Synthèse des résultats électoraux
Élections municipales
Les résultats ci-dessous concernent uniquement les élections où il est tête de liste.
| Année | Parti | Parti | Commune | %        | %       | Sièges obtenus |
| Année | Parti | Parti | Commune | 1er tour | 2d tour | Sièges obtenus |
| ----- | ----- | ----- | ------- | -------- | ------- | -------------- |
| 2014  |       | UMP   | Évreux  | 32,32    | 51,74   | 33 / 43        |
| 2020  |       | LR    | Évreux  | 42,11    | 50,97   | 32 / 43        |

## Décoration
- Chevalier de la Légion d'honneur (14 juillet 2018)[12]